# Madeleine Louise Jeannest
Pour les articles homonymes, voir Jeannest.
 (août 2010).
Si vous disposez d'ouvrages ou d'articles de référence ou si vous connaissez des sites web de qualité traitant du thème abordé ici, merci de compléter l'article en donnant les références utiles à sa vérifiabilité et en les liant à la section « Notes et références ».
Madeleine Louise Jeannest-Gimel, née le 25 novembre 1892 à Paris 5e et morte le 13 décembre 1957 à Neuilly-sur-Seine, est une artiste dessinatrice de mode.

## Biographie
Madeleine est la fille de Louis Pierre Jeannest et de Jeanne Legrand, domiciliés au 18, rue d’Orléans à Neuilly-sur-Seine. 
Le 21 janvier 1931, elle se marie au Vésinet avec le peintre Georges Gimel (les témoins du mariage étaient Emma Boynet et Albert Chartier, un sculpteur). Elle résidera au 16, avenue du Grand-Veneur, Le Vésinet, avant de partir pour Megève. 
Le 6 août 1930, Madeleine donne naissance à une fille Françoise Gimel au Vésinet. 
Madeleine a créé des aquarelles, des gouaches de grande qualité pour le mensuel Le Jardin des Modes, et également pour le célèbre couturier Jean Patou à l’époque des années folles à Paris. Elle a aussi travaillé pour Paul Poiret.
Elle est la sœur de Marthe Jeannest, également dessinatrice de mode.